# امیرآباد (یزد)
امیرآباد (زارچ)، روستایی از توابع بخش الله‌ آباد شهرستان زارچ در استان یزد ایران است.

## جمعیت
این روستا در دهستان اله‌آباد قرار دارد و براساس سرشماری مرکز آمار ایران در سال ۱۳۸۵، جمعیت آن زیر سه خانوار بوده‌است.